# NGC 924
NGC 924 je galaksija u zviježđu Ovan.

## Vanjske poveznice
- SEDS: NGC 924